# Vite sospese
Vite sospese (Shining Through) è un film del 1992 diretto da David Seltzer.

## Trama
Il film inizia in uno studio televisivo della BBC, dove fervono i preparativi per un'intervista del programma "La Germania di Hitler, donne in guerra". L'intervistata è Linda, una spia americana ormai anziana che racconta la sua storia. Stati Uniti, 1940. Linda Voss, una giovane donna ebrea americana di origini irlandesi e tedesche, viene assunta come segretaria di Ed Leland, un avvocato che è in realtà un colonnello dell'Office of Strategic Services sotto copertura. In breve tempo, complice la passione di Linda per il cinema ed i messaggi incomprensibili dettati da Ed, la giovane segretaria capisce che il suo datore di lavoro non è ciò che sembra. Ed le conferma di essere un ufficiale dell'esercito americano in contatto con spie inviate in Germania. Tra i due scattano la passione e l'amore, anche se costretti a nascondere i loro sentimenti. Quando gli Stati Uniti entrano in guerra, Ed indossa la divisa e parte per mete sconosciute, lasciando Linda sola e senza notizie.
Dopo qualche tempo lei lo vede in una sala da ballo, mentre Ed è in compagnia di un'ufficiale donna. La passione non si è affievolita ma lei, delusa, vuole lasciarlo. Ed la convince a rimanere con lui e le chiede di intraprendere una missione, grazie alla quale lui potrà essere messo al corrente di ciò che accade in Germania.
Una spia dell'OSS, agli ordini di Leland, inviata in Germania per scoprire e scattare fotografie sui documenti e sui piani segreti di Hitler riguardanti i missili di Peenemünde, viene assassinata. Linda si offre di sostituire la spia uccisa e, quindi, di recarsi a Berlino per riportare i dati sulla bomba volante V-1 ed anche per aiutare i suoi parenti perseguitati dal Terzo Reich.
Ed riesce a far stabilire Linda nella casa della spia Konrad Friedrichs, nome in codice "Girasole", a Berlino, dove viene ospitata nel seminterrato.
Stringe subito amicizia con la nipote di Konrad, Margarethe von Eberstein, figlia di una delle pianiste preferite da Hitler.
L'organizzazione segreta riesce a farla assumere come cuoca in una villa di un ufficiale nazista, ma la sua prima cena si rivela disastrosa e così Linda viene licenziata.
Franze-Otto Dietrich, un alto ufficiale che era stato alla cena, invaghitosi di lei, la assume come baby sitter per i suoi figli, stabilendola in casa sua.
Un pomeriggio in cui vengono effettuati dei rastrellamenti Linda esce con i bambini e raggiunge la casa dei suoi parenti, ma è troppo tardi: sono già stati catturati. Linda e i bambini tornano a casa sani e salvi e successivamente Linda scopre nel sottosuolo della casa di Dietrich una stanza segreta, dove trova e fotografa dei documenti segreti di Dietrich, riguardanti la vicenda Peenemunde. 
Questo, che comincia ad avere dei sospetti, la invita comunque a vedere l'opera la sera successiva, facendole indossare i vestiti della moglie morta anni prima.
A teatro dove Linda viene riconosciuta dalla madre di Margarethe come compagna d'università della figlia.
La sua copertura, quindi, salta e Linda viene smascherata.
Fugge dalla villa di Dietrich, con le foto, e si rifugia a casa di Margarethe, ma scopre che è un'agente nazista, responsabile della cattura dei suoi cugini. Margarethe le spara, ferendola, ma Linda riesce a colpirla con delle forbici e a spararle a sua volta, uccidendola.
All'arrivo della pattuglia di tedeschi chiamata da Margarethe si nasconde nel condotto della lavanderia, per poi cadere nella cantina del palazzo.
Sarà lì che verrà trovata da Girasole e da Ed, venuto a Berlino per salvarla. Mentre Ed si finge un alto ufficiale tedesco, muto per una ferita di guerra, cercano di raggiungere in treno la Svizzera, ma arrivati al confine vengono smascherati. Ed riesce ad uccidere due soldati tedeschi, ma mentre cerca di portare Linda al di là della linea di confine viene gravemente ferito. Riesce comunque a trascinarla oltre la linea di demarcazione e a quel punto i due fuggiaschi vengono protetti dalle guardie svizzere di confine. La narrazione finisce e il film torna nello studio televisivo, dove Linda è stata accompagnata dai suoi due figli e dal marito, che risulta essere proprio Ed Leland.

## Riconoscimenti
- 1992 - Razzie Awards
  - Peggior film
  - Peggior regista a David Seltzer
  - Peggior attrice protagonista a Melanie Griffith
  - Nomination Peggior attore protagonista a Michael Douglas
  - Nomination Peggior sceneggiatura a David Seltzer
- 1992 - Golden Camera
  - Miglior attrice internazionale a Melanie Griffith
- 1992 - Stinkers Bad Movie Awards
  - Peggior film